# Tüttleben
Tüttleben ist eine Gemeinde im thüringischen Landkreis Gotha und Mitglied der Verwaltungsgemeinschaft Nesseaue.

## Lage
Der Ort liegt etwa acht Kilometer östlich der Kreisstadt Gotha und etwa 15 km westlich von Erfurt direkt an der Bundesstraße 7.

## Geschichte
Das Dorf Tüttleben wurde bereits zwischen 822 und 842 erstmals urkundlich erwähnt. Der Ort gehörte bereits im Jahr 1421 zum Amt Gotha, welches ab 1640 zum Herzogtum Sachsen-Gotha, ab 1672 zum Herzogtum Sachsen-Gotha-Altenburg und ab 1826 zum Herzogtum Sachsen-Coburg und Gotha gehörte. Seit 1920 liegt der Ort im Land Thüringen.
Im Dezember 1945 wurden in Tüttleben, das in der SBZ lag, 17 Jugendliche im Alter von 14 bis 18 Jahren unter "Werwolf"-Verdacht verhaftet. Nach Verhören, seelischen und körperlichen Misshandlungen in den  Gefängnissen des KGB in Gotha und in Weimar nahm sich ein 17-Jähriger dort das Leben. Die anderen Jugendlichen (bis auf zwei 14-Jährige) wurden für Jahre in das sowjetische Speziallager Sachsenhausen verbracht. Dort verstarben drei von ihnen; im Zuchthaus Bautzen, damals ebenfalls sowjetisches Speziallager, ein weiterer Junge. Seit dem 9. April 1992 ist Tüttleben mit den Gemeinden Bienstädt, Eschenbergen, Friemar, Molschleben, Nottleben, Pferdingsleben, Tröchtelborn und Zimmernsupra in der Verwaltungsgemeinschaft Nesseaue zusammengeschlossen.

### Einwohnerentwicklung
Entwicklung der Einwohnerzahl (31. Dezember):
| - 1994 – 659 - 1995 – 645 - 1996 – 641 - 1997 – 729 - 1998 – 739 - 1999 – 751 | - 2000 – 752 - 2001 – 775 - 2002 – 779 - 2003 – 770 - 2004 – 784 - 2005 – 768 | - 2006 – 759 - 2007 – 754 - 2008 – 745 - 2009 – 748 - 2010 – 747 - 2011 – 765 | - 2012 – 760 - 2013 – 759 - 2014 – 766 - 2015 – 799 - 2016 – 769 - 2017 – 779 | - 2018 – 794 - 2019 – 810 - 2020 – 827 - 2021 – 745 - 2022 – 758 |

Datenquelle: Thüringer Landesamt für Statistik

## Bürgermeister
Von 1999 bis 2010 war Alfred Meiß (CDU) der Bürgermeister, seit 2010 ist es Klaus Lewald (CDU).

## Kultur und Sehenswürdigkeiten

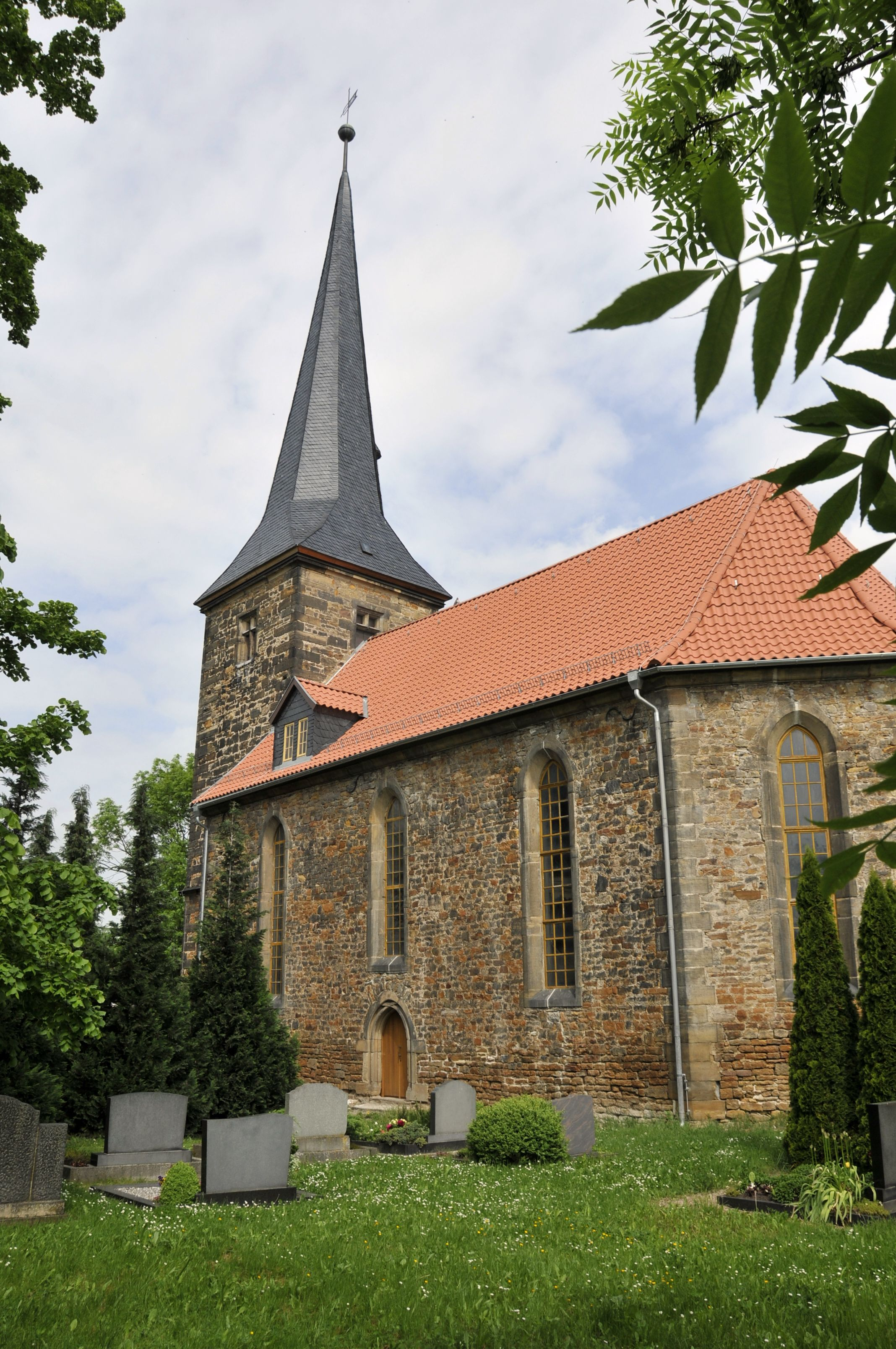
Kirche St. Viti

### Bauwerke
- Die bedeutendste Sehenswürdigkeit des Ortes ist die im gotischen Stil errichtete Kirche St. Viti.
- An der Straße nach Seebergen befindet sich auf einem 18000 m² großen Vereinsgelände Thüringens einzige Windhundrennbahn, die am 1. Juni 1986 mit einem Bahnrennen in Betrieb genommen wurde. Jährlich drei Rennen werden hier ausgetragen.[5]
- In unmittelbarer Nachbarschaft zur Hunderennbahn liegt ein Seniorenpflegeheim, das 142 Bewohner aufnehmen kann.

### Denkmale
- Tafel an einem Gedenkstein am Kriegergarten (an der B7) mit der Inschrift: "Unschuldige Opfer / stalinistisch-sowjetischer /  Willkür und Gewaltherrschaft / 1945-1950 / Den Toten zum Gedenken / Den Lebenden zur Mahnung / In sowjetischen Speziallagern  / umgekommen: Namen von fünf Jugendlichen und einem Erwachsenen"

## Persönlichkeiten
- Johann Gottlieb Laurentii (1706–1765), Militärhistoriker und militärisch-juristischer Schriftsteller[6]
- Otto Schäfer (1882–1959), in Tüttleben geborener Architekt